# Sent Peir d'Eiraud
Sent Pèir d'Eiraud (prononciat [ʂɛ̃m’pɛj] [dɛj’raw]) o Sent Peir d'Eiraud (en francès Saint-Pierre-d'Eyraud) és un municipi francès situat al departament de la Dordonya i a la regió de la Nova Aquitània.

## Demografia
| 1962                                       | 1968  | 1975  | 1982  | 1990  | 1999  | 2007  |
| ------------------------------------------ | ----- | ----- | ----- | ----- | ----- | ----- |
| 1.396                                      | 1.358 | 1.294 | 1.366 | 1.476 | 1.482 | 1.613 |
| Des de 1962: població sense dobles comptes |       |       |       |       |       |       |

## Administració
| Període   | Identitat          | Partit |
| --------- | ------------------ | ------ |
| 1989-2003 | Christian Aubertie | PCF    |
| 2003-2008 | Jean-Claude Lafage | PS     |
| 2008-     | Albert Rameix      | PS     |